# パシリな僕と恋する番長さん
『パシリな僕と恋する番長さん』（パシリなぼくとこいするばんちょうさん）は、鹿島初による日本の漫画。Webサイト『ヤングエースUP』（KADOKAWA）にて、2017年12月19日から2021年1月21日まで連載された。

## あらすじ
主人公・卯之木は高校入学早々女番長・寅丸に告白される。しかし、「私のモンになれ」という台詞が誤解を生み、パシリに任命されたと勘違いしてしまう。お互い勘違いしたまま、二人の交際が始まる。

## 登場人物
卯之木冬彦（うのきふゆひこ）
本作の主人公。気弱な性格の上にいじめられっ子気質の持ち主で、寅丸と出会うまでは孤独な学園生活を送っていた。寅丸に告白されたが、本人はパシリにされていると勘違いしている。
寅丸奏（とらまるかなで）
高校の女番長。背がなかなか伸びず、低身長を気にして下駄を履いている。佑（たすく）という中三の弟がいる。卯之木と交際していると勘違いしており、日々妄想に浸っている。
辰巳茉莉（たつみまつり）
自称学園のナンバー2。寅丸に好意を寄せているものの、寅丸本人からは少々ウザがられている。ロングヘアでスタイル抜群。自分を差し置いて寅丸が卯之木を舎弟にしていると勘違いしている。
丑込ゆたか（うしごめゆたか）
自称学園のナンバー3。ショートカットで高身長、巨乳。胸にさらしを巻いている。四人の中で唯一状況を正確に把握している。茉莉とは家が隣同士で、茉莉より一学年下である。

## 書誌情報
- 鹿島初 『パシリな僕と恋する番長さん』 KADOKAWA〈角川コミックス・エース〉、全7巻
  1. 2018年8月4日発売[2]、ISBN 978-4-04-107159-5
  2. 2018年12月4日発売[3]、ISBN 978-4-04-107823-5
  3. 2019年5月2日発売[4]、ISBN 978-4-04-108125-9
  4. 2019年11月2日発売[5]、ISBN 978-4-04-108778-7
  5. 2020年6月4日発売[6]、ISBN 978-4-04-109363-4
  6. 2020年11月4日発売[7]、ISBN 978-4-04-109364-1
  7. 2021年5月1日発売[8]、ISBN 978-4-04-111361-5